# ذوب مجدد سرباره الکتریکی

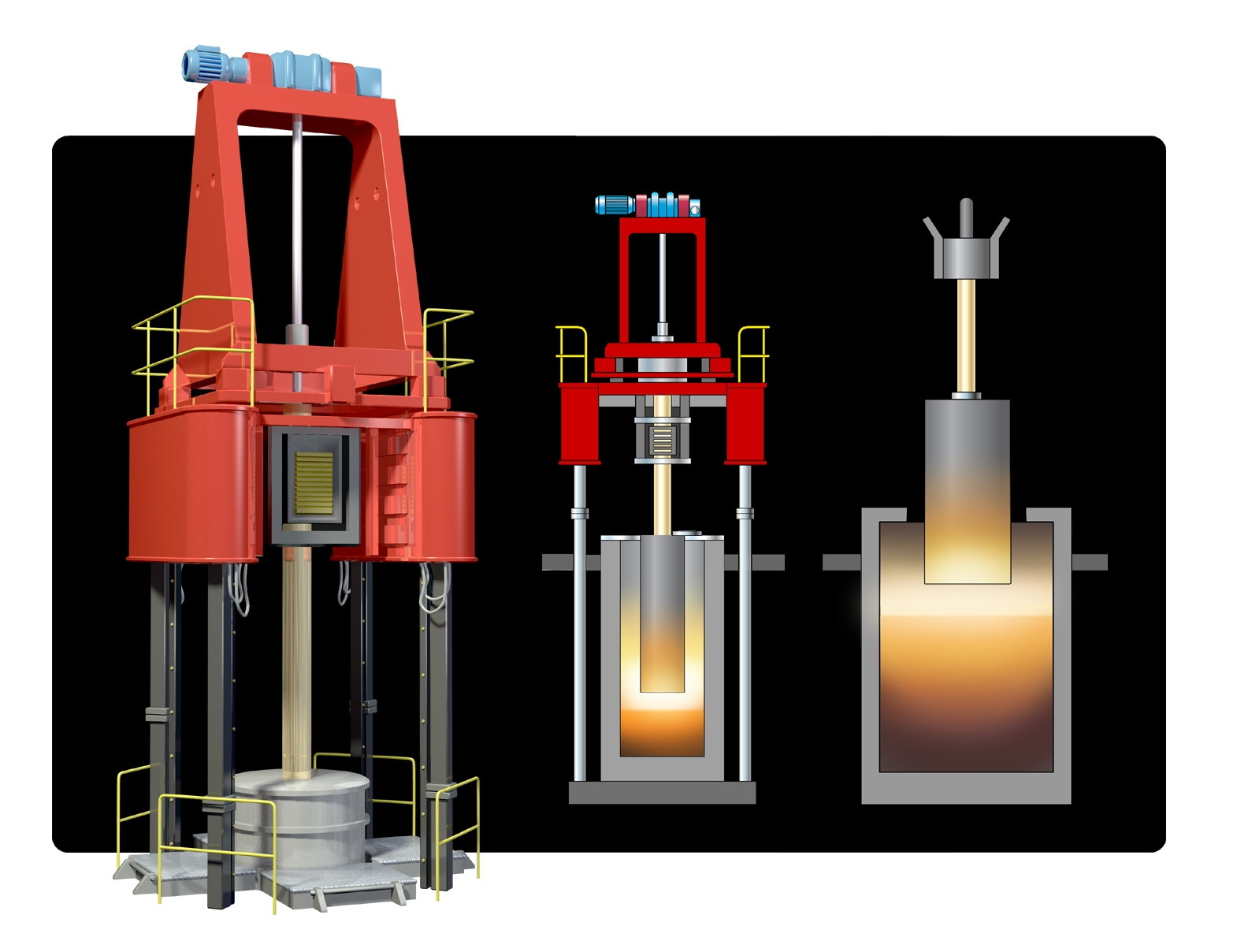
دستگاه ذوب مجدد الکترواسلگ

ذوب مجدد الکترواسلگ (ESR) (به انگلیسی: Electro-slag remelting) که به نام ذوب مجدد سرباره الکتریکی نیز شناخته می‌شود، فرایند ذوب مجدد و پالایش فولاد و سایر آلیاژها برای کاربردهای حیاتی در هواپیما، نیروگاه‌های حرارتی، نیروگاه‌های هسته ای، فناوری نظامی و غیره است.

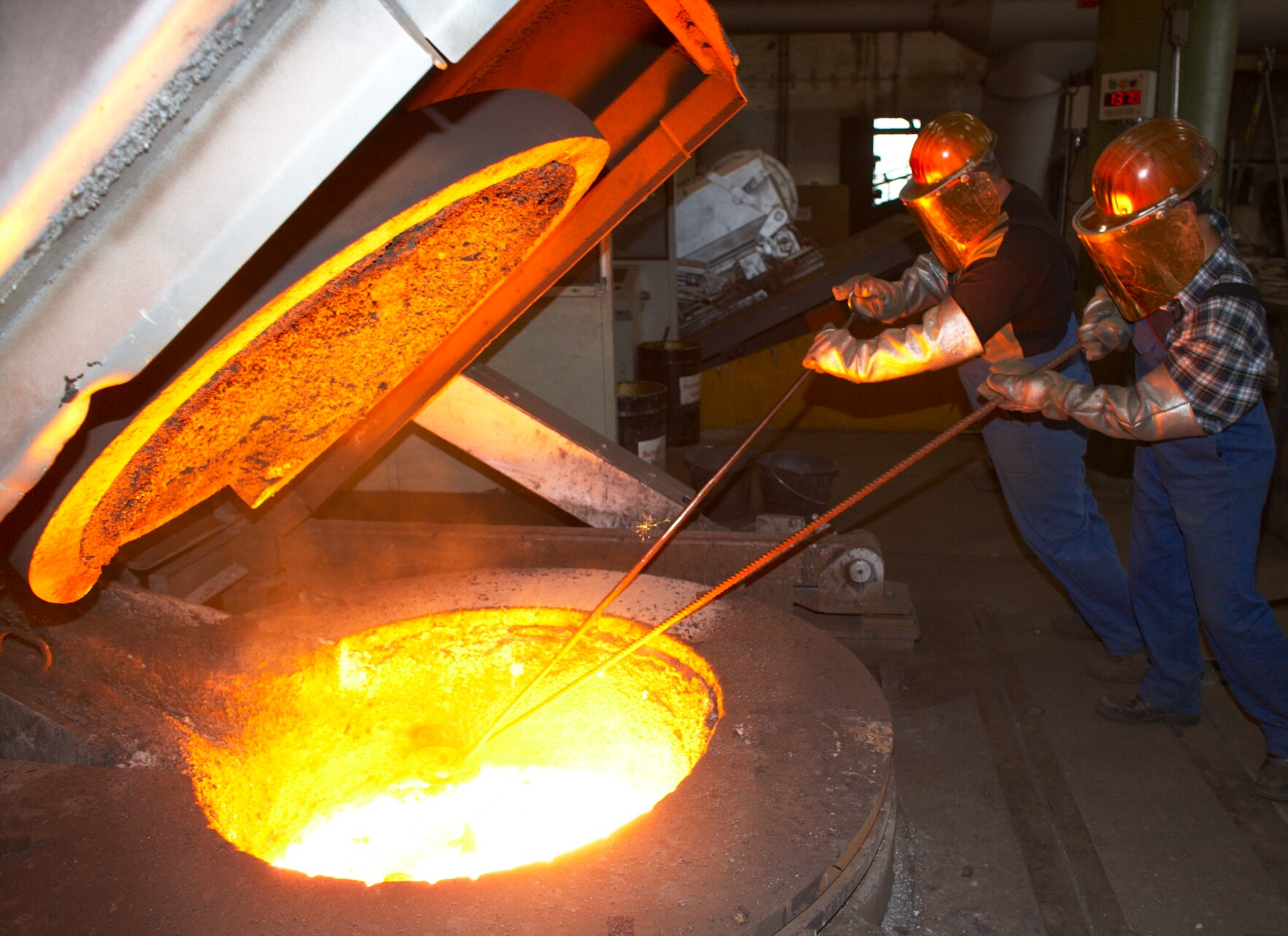
یک کوره القایی باز برای تولید شمش

فرایند ذوب مجدد الکتروسرباره (ESR) برای ذوب مجدد و پالایش فولادها و سوپر آلیاژهای مختلف مورد استفاده قرار می‌گیرد که در نتیجه شمش‌هایی با کیفیت بالا تولید می‌شود. این فرایند را می‌توان از طریق ذوب القایی خلاء آغاز کرد. فرایند ESR از آلیاژ ریخته‌گری به عنوان یک الکترود مصرفی استفاده می‌کند. جریان الکتریکی (معمولاً AC) بین الکترود و شمش جدید که در کف یک قالب مسی خنک شده با آب تشکیل می‌شود، عبور می‌کند. شمش جدید در یک سرباره مهندسی شده پوشانده شده‌است که توسط جریان الکتریکی فوق گرم می‌شود. نوک الکترود به آرامی از تماس با سرباره ذوب می‌شود. این قطرات فلزی از طریق سرباره به انتهای قالب خنک شده با آب می‌روند و به آرامی منجمد می‌شوند زیرا شمش به‌طور جهت از کف قالب به سمت بالا جامد می‌شود. حوضچه سرباره در بالای آلیاژ تصفیه شده شناور می‌شود و با جامد شدن آلیاژ به‌طور مداوم به سمت بالا شناور می‌شود. با عبود قطرات مذاب از سرباره، فلز مذاب از ناخالصی‌هایی که از نظر شیمیایی با سرباره واکنش می‌دهند، تمیز می‌شود.
ذوب مجدد الکتروسرباره از سرباره‌های بسیار واکنش پذیر (کلسیم فلوراید، آهک، آلومینا یا سایر اکسیدها معمولاً اجزای اصلی هستند) برای کاهش میزان سولفید نوع A موجود در آلیاژهای بیومتال استفاده می‌کند. این یک روش رایج در صنایع اروپایی است. ESR انواع دیگر آخال‌ها را نیز کاهش می‌دهد و به عنوان جایگزینی برای روش ذوب مجدد قوس خلاء (VAR) که در صنایع ایالات متحده رایج است دیده می‌شود.
نمونه ای از استفاده از تکنیک فولاد تصفیه شده با الکترو سرباره (ESR) تفنگ تانک L30 است.
CrNi60WTi یک فولاد ضدزنگ است که به بهترین وجه توسط ذوب مجدد الکترو سرباره یا ذوب مجدد قوس خلاء شکل می‌گیرد. از این آلیاژ می‌توان برای ساخت نیروگاه‌های هسته ای استفاده کرد.

## متالورژی ثانویه
متالورژی اولیه شامل یک ابزار دمش اکسیژن درون آهن مذاب است و به این شکل میزان کربن را کاهش داده و در ادامه آهن را به فولاد تبدیل می‌کند. متالورژی اولیه در نیمه‌های دهه ۱۹۰۰ توسط مهندس سوییسی به نام رابرت دورا (Robert Durrer) ابداع شد.
متالورژی ثانویه یا فولادسازی ثانویه به اندازه متالورژی اولیه شناخته شده نیست؛ با این حال هنوز هم به عنوان یکی از متداول‌ترین انواع روش تولید فولاد به‌شمار می‌رود. متالورژی ثانویه با عنوان فولادسازی تحت کوره قوس الکتریک نیز شناخته می‌شود و همان‌طور که از اسم آن نیز مشخص است، در این فرایند با استفاده از قوس الکتریکی، ذوب آهن صورت می‌گیرد. پس از ذوب، آهن با کربن مخلوط شده و به فولاد تبدیل می‌شود.
در فولادسازی ثانویه، یک لوله نسوز به عنوان کوره مورد استفاده قرار می‌گیرد. کوره نیز به یک سقف مجهز است که هنگام گرم شدن آهن، به عنوان عایق عمل می‌کند. فولادسازی اولیه از یک دمنده اکسیژن استفاده می‌کند که اکسیژن را درون آهن مذاب می‌دمد؛ در حالی که اصلی‌ترین مشخصه فولادسازی ثانویه، قوس الکتریک است.

## مکانیزم فرایند ESR
ESR یک فرایند پیوسته‌است که در آن در حین ذوب شدن الکترود مصرفی، هم‌زمان تصفیه و انجماد فولاد نیز صورت می‌گیرد. برای توصیف فرایند به‌طور خلاصه، موادی که توسط ESR تصفیه می‌شوند در قالب الکترود هستند و الکترودهای مصرفی عمدتاً شمش‌های ریخته‌گری، نورد یا فورج می‌باشند. الکترود از یک تیر آویزان است که می‌تواند به صورت عمودی با سرعت کنترل شده حرکت کند.
یک وان سرباره واکنش‌پذیر در یک بوته (ظرف مخصوص ذوب فلز) مسی خنک شونده با آب وجود دارد که باعث می‌شود شمش ذوب مجدد به سرعت و بسیار یکنواخت منجمد شود. نوک الکترود در وان سربارهٔ گرم وارد شده و نگه داشته می‌شود و با عبور جریان با ولتاژ پایین و آمپر بالا ذوب می‌شود. دمای وان سرباره در حدود ۲۰۰ درجه سانتیگراد بالاتر از نقطه ذوب الکترود است. در نتیجه یک فیلم نازک از نوک الکترود ذوب می‌شود. قطرات فلز مایع تشکیل‌شده از سرباره عبور کرده و در طرف دیگر درون وان فلز مایع رسوب کرده و به تدریج جامد می‌شوند. فلز مایع درون فیلم و درون قطرات در تماس با سرباره واکنش‌پذیراست و به این ترتیب تصفیه می‌شود. نرخ انجماد فلز مایع توسط میزان ذوب و خنک‌کننده آب کنترل می‌شود.
موارد فوق توصیف کلی فرایند ESR است، اما تعدادی تغییرات جدید نیز رخ داده‌است. معمولاً امروزه یک قالب با دیواره کوتاه به جای بوته مسی تمام‌قد استفاده می‌شود. منبع تغذیه می‌تواند AC یا DC باشد. ظرفیت القا مغناطیسی مدار تغذیه با استفاده از چیدمان الکترود دوفیلار یا با لیدهای هم‌محور یا با استفاده از منبع تغذیه با فرکانس پایین کاهش می‌یابد.
در طول فرایند ESR، با توجه به وجود سرباره واکنش‌پذیر که عمدتاً مخلوطی از CaF2، CaO، و Al2O3 است، حذف سولفور از فلز مایع به سرعت انجام می‌شود. معمولاً تغییری در ترکیب شیمیایی عناصر آلیاژی صورت نمی‌گیرد اما اصلاح جزئی ترکیبات در حین ذوب ESR قابل انجام است. هیدروژن باید با محدودکردن میزان هیدروژن الکترود آغازین کنترل شود. این یکی از مهم‌ترین محدودیت‌های فرایند ESR است.

## کاربرد روش ESR
فرایند ESR از دهه ۱۹۳۰ شناخته شده‌است، اما تقریباً ۳۰ سال طول کشید تا برای تولید انبوه شمش‌های با کیفیت بالا فرآیندی شناخته شده شود.
ESR فرایندی است که برای ذوب و تصفیه فولادها و سوپرآلیاژها با کاربردهای مهم و ویژه نظیر صنایع هوایی، نیروگاه‌های حرارتی و هسته‌ای، سخت‌افزارهای دفاعی و غیره مورد استفاده قرار می‌گیرد.
ویژگی اصلی این فرایند که آن را از دیگر فرآیندهای تصفیه ثانویه متمایز می‌کند، توانایی آن در کنترل هم‌زمان ساختار انجماد و یکنواختی شیمیایی است. فناوری ESR نه تنها برای تولید شمش‌های کم‌وزن فولادهای ابزار و سوپرآلیاژها، بلکه برای تولید شمش‌های سنگین فورج و شمش‌های خام تا وزن ۱۶۵ تن نیز به کار می‌رود.
روش ESR برای مواد با کیفیت بالا مناسب است از جمله:
- بلبرینگ استیل، غلتک‌های استیل، فولادهای ابزار، فولادهای مقاوم در برابر سایش در دماهای کاری پایین و بالا، فولادهای تندبر ویژه عملکردهای بالا
- فولادهای ضدزنگ پرآلیاژ، فولادهای ضد خوردگی و مقاوم به اسید و فولادهایی که در دماهای بالا کاربرد دارند.
- فولادهای دارای کاربرد در صنایع هوانوردی و هوافضا، پزشکی، صنایع شیمیایی و دارویی
- سوپرآلیاژهای نیکل، فولادهای زیرکونیوم و تیتانیوم دارای کاربرد در صنایع هوانوردی، صنایع پزشکی و شیمیایی.
- صنایع دریایی، مهندسی هوافضا و نیرو، رآکتور کامپ